# Светий Дух (Шкофя Лока)
Светий Дух (словен. Sveti Duh) — поселення в общині Шкофя Лока, Горенський регіон, Словенія. Висота над рівнем моря: 368,8 м.